# Muralla de los martu
El muro del país, actualmente conocido como muralla de los martu o muro de los martu fue una fortificación construida en época de Shu-Sin, rey de Ur (siglo XXI a. C.). Su objetivo fue proteger Sumer y Acad de los pueblos turbulentos del noroeste y el oeste, llamados martu o amorreos. La muralla se construyó en el norte de Acad, cerca de Babilonia y sólo es comparable a su coetáneo muro del príncipe egipcio. Protegida por el muro, la llanura bajomesopotámica pudo disfrutar de un periodo de prosperidad bajo la III dinastía de Ur.
A pesar de todo, a finales del siglo las murallas de algunas ciudades, como Nippur y Ur, tuvieron que ser reforzadas debido a la presión de las tribus semitas nómadas. El muro de los martu no servía como defensa a no ser que se dispusieran continuos efectivos militares, por lo que su éxito no fue duradero. No obstante, no todos los amorreos o martu eran belicosos. Otros se integraban en las sociedades urbanes de la Baja Mesopotamia. Debido a esto, algunos autores han señalado que la construcción del muro pudo deberse más a una percepción social urbana causante de la estigmatización de un grupo nómada considerado extranjero, que a necesidades militares.